# Fausto Gresini

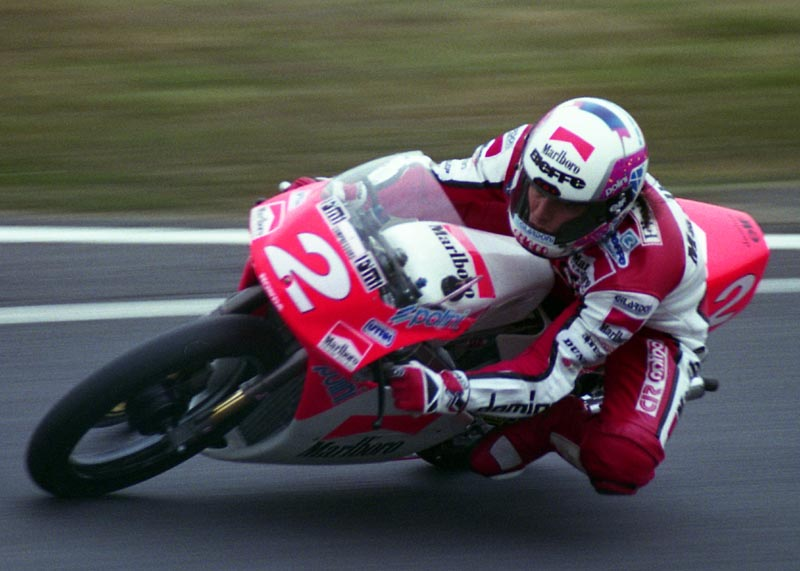
Gresini auf Honda beim Großen Preis von Japan 1992

Fausto Gresini (* 23. Januar 1961 in Imola; † 23. Februar 2021 in Bologna) war ein italienischer Motorradrennfahrer.
Er bestritt zwischen 1983 und 1994 insgesamt 118 Weltmeisterschaftsrennen und gewann 1985 und 1987 den Titel in der 125-cm³-Klasse. Danach war er erfolgreich als Besitzer und Teamchef des MotoGP-Rennstalls Gresini Racing.

## Karriere
Erste Rennen fuhr Fausto Gresini 1978 im Alter von 17 Jahren auf einer 50-cm³-Minarelli. 1983 stieg er auf Garelli in die 125-cm³-Weltmeisterschaft ein und gewann 1984 im schwedischen Anderstorp sein erstes Rennen. Gresini blieb der 125-cm³-Klasse während seiner gesamten aktiven Karriere treu und setzte dort einige Rekordmarken, so z. B. elf Siege in Folge (1986/87) und zehn Siege in elf Rennen innerhalb einer Saison (1987). Nachdem er 1994 auf Honda nur noch Sechzehnter der Weltmeisterschaft geworden war, entschloss er sich nach 118 Grand-Prix-Rennen, in denen ihm 47 Podiumsplätze gelangen, zum Rücktritt.
1997 kehrte Gresini mit einem eigenen Rennstall als Teamchef an die Rennstrecken zurück. Er setzte Alex Barros auf einer privaten Honda in der 500-cm³-Klasse ein. Der neunte WM-Gesamtrang im ersten Jahr brachte dem Team Werksmaschinen von Honda für die nächste Saison ein. In den folgenden Jahren arbeitete das Team weiter erfolgreich. Mit Daijirō Katō wurde 2001 der WM-Titel in der 250-cm³-Klasse gewonnen. Außerdem belegten Fahrer des Gresini-Teams dreimal den zweiten Platz in der MotoGP-Klasse (Sete Gibernau 2003 und 2004 sowie Marco Melandri 2005).
Fausto Gresini starb am 23. Februar 2021 an einer Lungenentzündung nach einer COVID-19-Erkrankung. Er war verheiratet und hatte vier Kinder.

## Statistik

### Erfolge
- 1985 – 125-cm³-Weltmeister auf Garelli
- 1986 – 125-cm³-Vizeweltmeister auf Garelli
- 1987 – 125-cm³-Weltmeister auf Garelli
- 1990 – Italienischer 125-cm³-Meister auf Honda
- 1991 – 125-cm³-Vizeweltmeister auf Honda
- 1992 – 125-cm³-Vizeweltmeister auf Honda
- 21 Grand-Prix-Siege

### In der Motorrad-Weltmeisterschaft
| Saison | Klasse  | Ergebnis    | Motorrad    | Siege |
| ------ | ------- | ----------- | ----------- | ----- |
| 1983   | 125 cm³ | 9.          | MBA/Garelli | 0     |
| 1984   | 125 cm³ | 3.          | MBA/Garelli | 1     |
| 1985   | 125 cm³ | Weltmeister | Garelli     | 3     |
| 1986   | 125 cm³ | 2.          | Garelli     | 4     |
| 1987   | 125 cm³ | Weltmeister | Garelli     | 10    |
| 1988   | 125 cm³ | 21.         | Garelli     | 0     |
| 1989   | 125 cm³ | 5.          | Aprilia     | 0     |
| 1990   | 125 cm³ | 7.          | Honda       | 0     |
| 1991   | 125 cm³ | 2.          | Honda       | 2     |
| 1992   | 125 cm³ | 2.          | Honda       | 1     |
| 1993   | 125 cm³ | 13.         | Honda       | 0     |
| 1994   | 125 cm³ | 16.         | Honda       | 0     |